# 철학적 신학
철학적 신학(Philosophical Theology)이란 신학적 개념을 발전시키고 분석하는데 철학적 방법을 사용하는 신학의 한 분야이며 형태이다. 따라서 정통적이거나 비정통적인 철학적 방식뿐만 아니라 자연신학도 포함한다. 철학적 신학은 종교철학과도 밀접하게 관련되어 있다.

## 같이 보기
- 기독교 변증학
- 기독교 윤리
- 기독교 철학
- 기독교 신학
- 철학적 인간학
- 철학적 유신론
- 스콜라주의